# St. Barbe Bay
St. Barbe Bay is een baai van 6,5 km² in de Canadese provincie Newfoundland en Labrador. De baai bevindt zich aan de noordwestkust van het eiland Newfoundland en fungeert als belangrijke natuurlijke haven.

## Toponymie
De baai behoorde oorspronkelijk tot de Franse kust van Newfoundland, waar Franse vissers van 1713 tot 1904 visserijrechten genoten. Barbe is dan ook een Franstalige variant van Barbara die in het Engelse taalgebied niet gebruikt wordt.

## Geografie
St. Barbe Bay ligt aan de westkust van het Great Northern Peninsula, het meest noordelijke gedeelte van Newfoundland. Het is een baai van de Straat van Belle Isle met een 2,9 km brede toegang tussen Anchor Point en St. Barbe Point. In het zuidoosten kent de baai een versmalling tot 400 meter. Vanaf dat punt loopt de zijarm Western Arm 1,7 km zuidwaarts en de zijarm Eastern Arm 2,0 km oostwaarts. Dat gedeelte van de baai staat bekend als St. Barbe Harbour, de vestigingsplaats van het dorp St. Barbe. Deze natuurlijke haven heeft belang als vertrekpunt van de enige veerbootverbinding tussen Newfoundland en het schiereiland Labrador.
Langsheen de oevers van de baai liggen naast St. Barbe nog twee andere dorpen. Het betreft enerzijds Pigeon Cove, dat gelegen is aan de zuidelijke kaap en grenst aan St. Barbe. Anderzijds betreft het de gemeente Anchor Point, die aan de gelijknamige noordelijke kaap gelegen is.